# Liste der Provinzialstraßen im Trentino
Die Liste der Provinzialstraßen im Trentino führt alle Provinzialstraßen (italienisch Strade provinciali – SP) auf dem Gebiet der Autonomen Provinz Trient auf (Stand: September 2024).

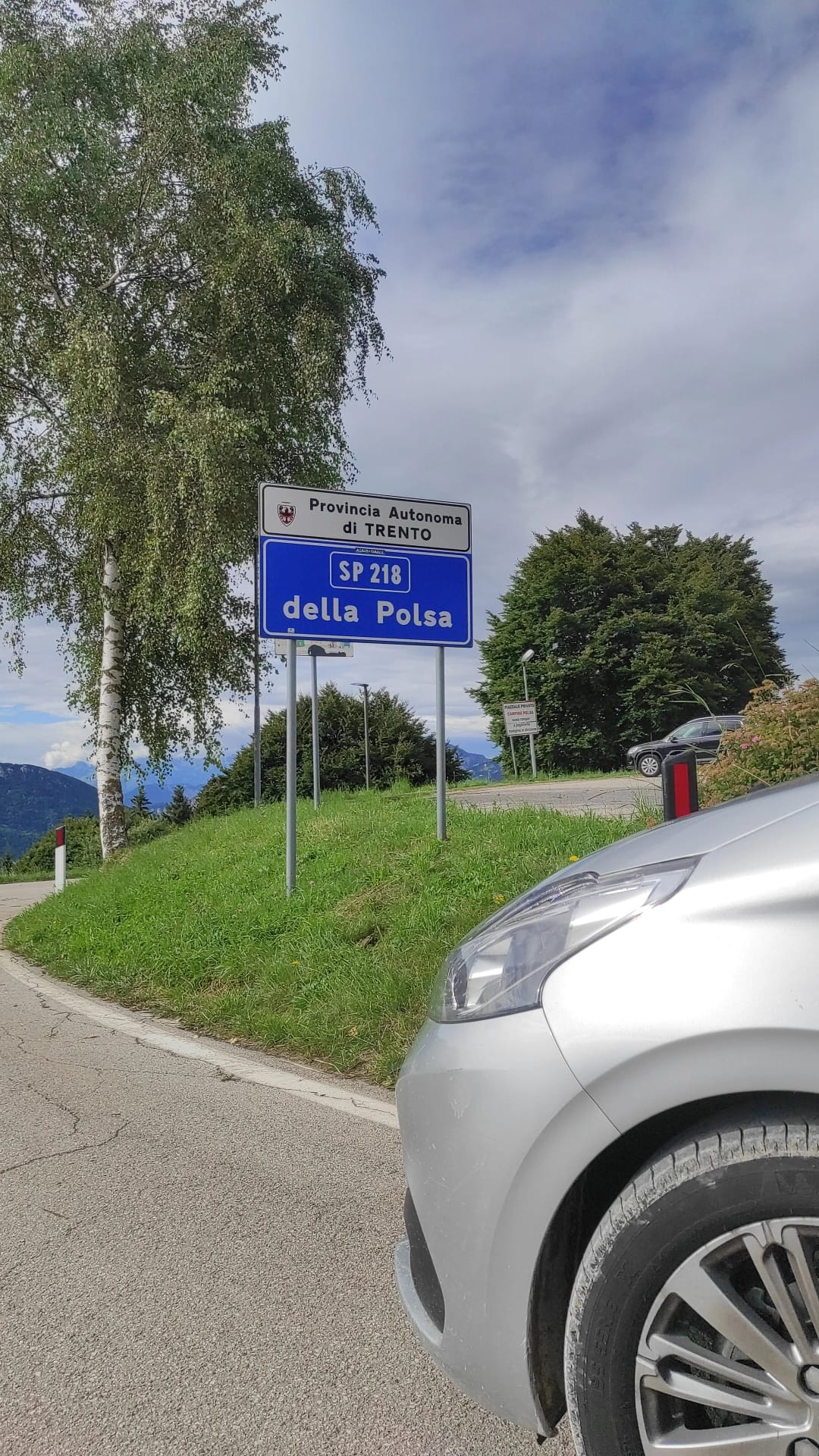
Das Foto zeigt das SP218-Schild von Polsa (Brentonico)

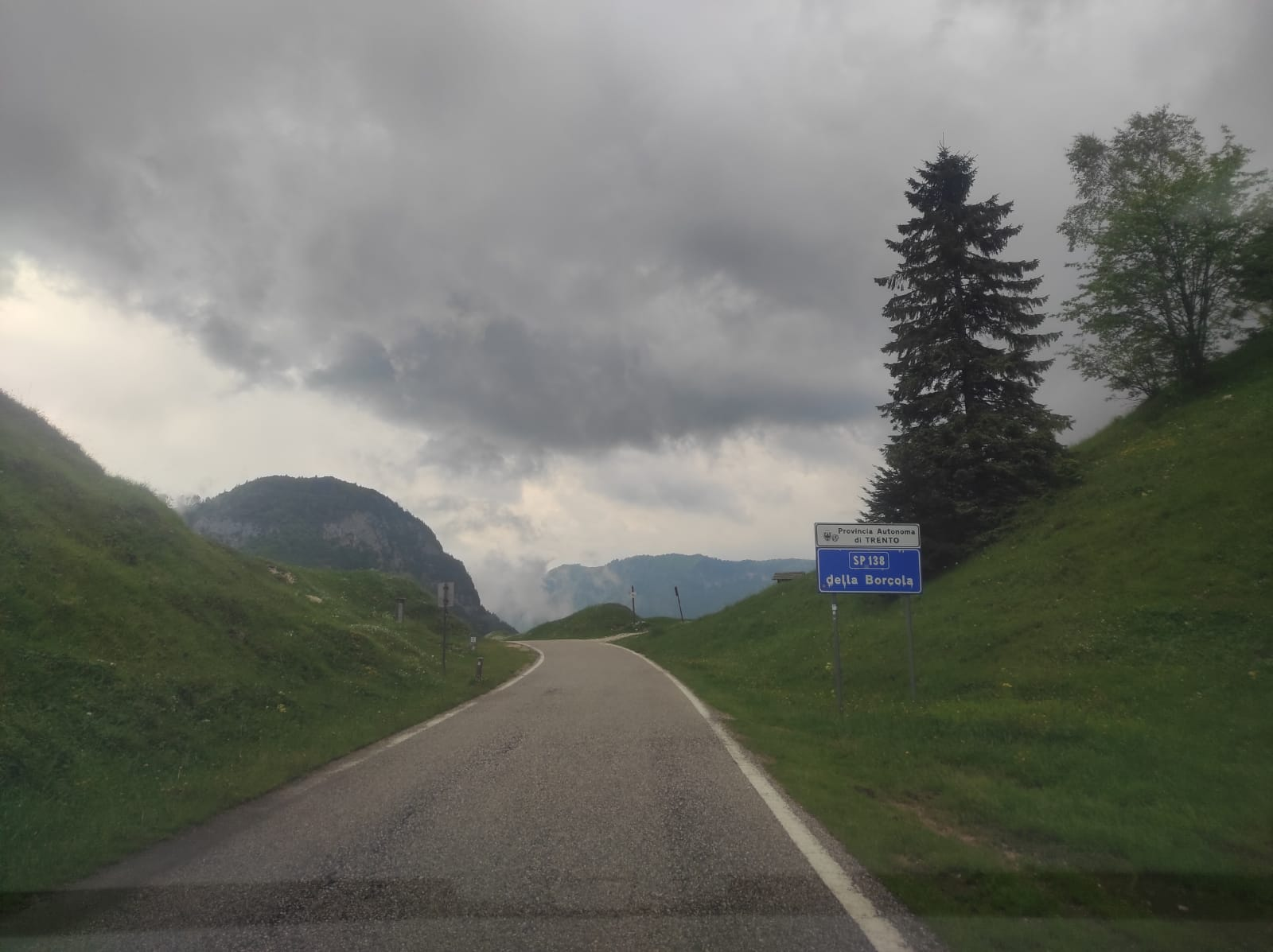
Das Foto zeigt das SP138-Schild von Passo della Borcola

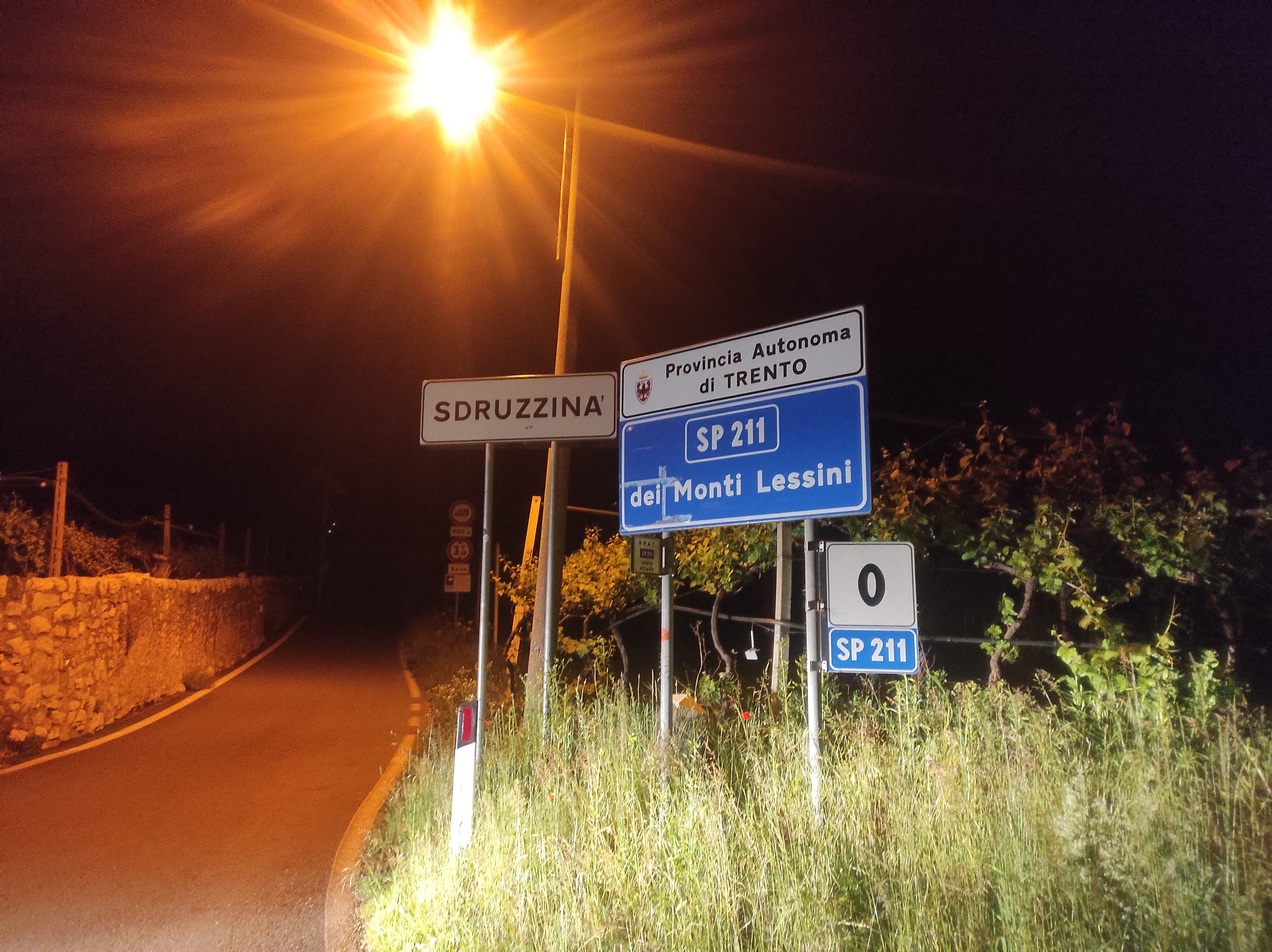
Das Foto zeigt das SP221-Schild von Sdruzzinà (Ala)

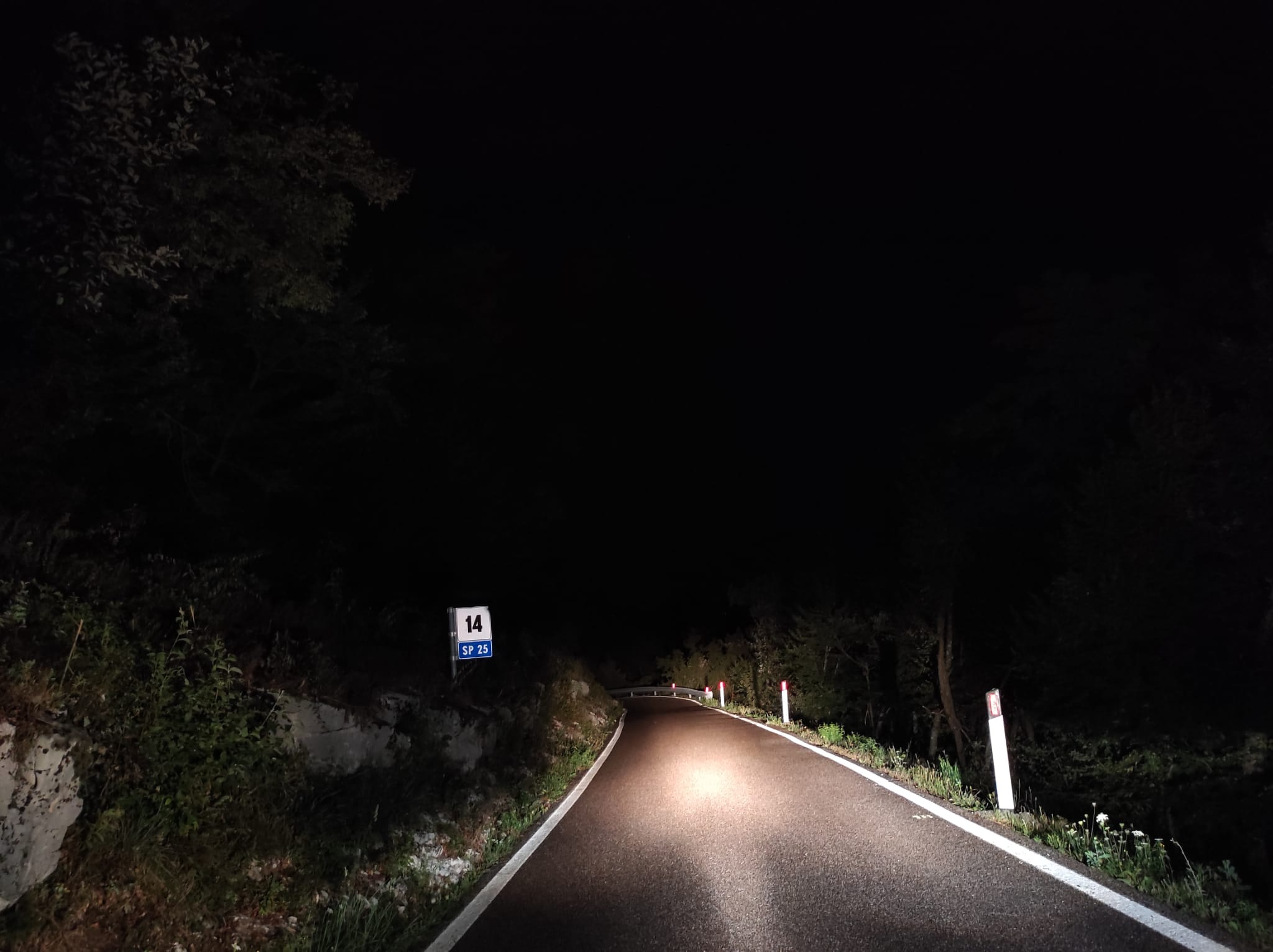
Das Foto zeigt den SP25 von Garniga

## SP1 bis SP50
| Straßenname                                                             | Länge (km) | Karte |
| ----------------------------------------------------------------------- | ---------- | ----- |
| SP 1 del Lago di Caldonazzo                                             | 10,278     |       |
| SP 1 dir del Lago di Caldonazzo diramazione Bosentino                   | 4,331      |       |
| SP 1 sv S.Cristoforo del Lago di Caldonazzo svincolo di San Cristoforo  | 1,45       |       |
| SP 1 sv SS 47 del Lago di Caldonazzo svincolo SS 47                     | 0,18       |       |
| SP 1 sv SS 349 del Lago di Caldonazzo svincolo SS 349                   | 0,077      |       |
| SP 2 Rovereto - Folgaria                                                | 23,215     |       |
| SP 2 dir Parisa Rovereto - Folgaria diramazione Parisa                  | 3,39       |       |
| SP 3 del Monte Baldo                                                    | 31,779     |       |
| SP 4 di San Romedio                                                     | 3,142      |       |
| SP 5 del Bleggio                                                        | 9,31       |       |
| SP 6 di Rumo                                                            | 11,882     |       |
| SP 7 di Coredo                                                          | 7,632      |       |
| SP 8 della Valle dei Mocheni                                            | 15,49      |       |
| SP 9 di Luserna e Passo Vezzena                                         | 11,75      |       |
| SP 10 delle Quattro Ville                                               | 6,971      |       |
| SP 10 dir delle Quattro Ville diramazione Portolo                       | 1,977      |       |
| SP 11 di Vetriolo                                                       | 13,849     |       |
| SP 12 di Vignola                                                        | 15,176     |       |
| SP 13 della Predaia                                                     | 15,068     |       |
| SP 13 dir Dardine della Predaia diramazione Dardine                     | 1,543      |       |
| SP 13 dir Vervò della Predaia diramazione Vervò                         | 9,161      |       |
| SP 14 del Lago di Tovel                                                 | 10,713     |       |
| SP 16 del Colle di Tenna                                                | 6,679      |       |
| SP 17 di Civezzano                                                      | 3,36       |       |
| SP 18 Laghi di Terlago e Lamar                                          | 8,593      |       |
| SP 18 dir Vezzano dei Laghi di Terlago e Lamar diramazione Vezzano      | 4,391      |       |
| SP 18 dir Lon dei Laghi di Terlago e Lamar diramazione Lon e Vezzano    | 3,345      |       |
| SP 18 dir Ranzo dei Laghi di Terlago e Lamar diramazione Lon e Ranzo    | 6,38       |       |
| SP 18 dir Margone di Lamar-Vezzano diramazione Margone                  | 1,6        |       |
| SP 19 di Ruffré                                                         | 3,68       |       |
| SP 20 del Lago di Cei                                                   | 18,211     |       |
| SP 21 Mattarello - Aldeno                                               | 3,445      |       |
| SP 22 Chizzola - Brentonico                                             | 7,678      |       |
| SP 22 dir Chizzola - Brentonico diramazione Saccone Prada               | 5,241      |       |
| SP 23 Mori - Marco                                                      | 0,932      |       |
| SP 24 di Dambel                                                         | 11,152     |       |
| SP 25 di Garniga                                                        | 20,43      |       |
| SP 26 di Amblar e Don                                                   | 2,102      |       |
| SP 26 dir di Amblar e Don diramazione Amblar                            | 0,168      |       |
| SP 27 di Daone                                                          | 7,5        |       |
| SP 27 dir di Daone diramazione Pracul                                   | 7,465      |       |
| SP 28 di Tregiovo                                                       | 8,245      |       |
| SP 28 dir di Tregiovo diramazione Frari                                 | 2,756      |       |
| SP 29 di Masetto                                                        | 1,579      |       |
| SP 31 del Passo Manghen                                                 | 39,444     |       |
| SP 33 di Villa Banale - Stenico                                         | 3,451      |       |
| SP 33 dir Ponte Arche di Villa Banale - Stenico diramazione Ponte Arche | 1,655      |       |
| SP 34 del Lisano e Sesena                                               | 20,274     |       |
| SP 34 dir Preore del Lisano e Sesena diramazione Preore                 | 0,528      |       |
| SP 34 dir Ragoli del Lisano e Sesena diramazione Ragoli                 | 1,301      |       |
| SP 34 dir Seo del Lisano e Sesena diramazione Seo                       | 1,01       |       |
| SP 35 di Malosco                                                        | 1,921      |       |
| SP 36 delle Grazie                                                      | 2,851      |       |
| SP 36 dir Varone delle Grazie diramazione Varone                        | 1,451      |       |
| SP 37 del Monte Tombio                                                  | 9,424      |       |
| SP 37 dir Campi del Monte Tombio diramazione Campi                      | 2,745      |       |
| SP 37 dir Riva del Monte Tombio diramazione Riva del Garda              | 0,34       |       |
| SP 38 di Cavizzana                                                      | 1,84       |       |
| SP 39 di Samone                                                         | 1,696      |       |
| SP 40 della Valle di Sella                                              | 9,252      |       |
| SP 41 Castelnuovo - Strigno                                             | 3,328      |       |
| SP 42 Strigno - Spera                                                   | 1,176      |       |
| SP 43 di Castelfondo                                                    | 6,451      |       |
| SP 43 dir Brez di Castelfondo diramazione Brez                          | 2,967      |       |
| SP 45 Isera - Valle San Felice                                          | 11,862     |       |
| SP ex SS 47 della Valsugana tratto Crozi - Civezzano                    | 1,8        |       |
| SP 48 del Monte Velo                                                    | 15,875     |       |
| SP 49 di Besenello                                                      | 2,5        |       |
| SP 50 di Trambileno                                                     | 7,89       |       |

## SP51 bis SP100
| Straßenname                                                                 | Länge (km) | Karte |
| --------------------------------------------------------------------------- | ---------- | ----- |
| SP 51 di Capriana                                                           | 1,851      |       |
| SP 51 dir Trento di Capriana diramazione Trento                             | 0,164      |       |
| SP 53 di Montagne                                                           | 4,284      |       |
| SP 54 di Grauno                                                             | 1,078      |       |
| SP 55 di Campodenno                                                         | 4,253      |       |
| SP 55 dir Lover di Campodenno diramazione Lover                             | 2,316      |       |
| SP 55 dir Dercolo di Campodenno diramazione Dercolo                         | 0,277      |       |
| SP 56 di Caoria                                                             | 10,809     |       |
| SP 57 Cis - Livo                                                            | 4,659      |       |
| SP 58 di Faedo                                                              | 11,385     |       |
| SP 59 Nomi - Calliano                                                       | 1,96       |       |
| SP 59/COL Nomi - Calliano collegamento SP 90                                | 0,29       |       |
| SP 60 di Ivano e Ospedaletto                                                | 4,883      |       |
| SP 60 dir di Ivano e Ospedaletto diramazione Ivano                          | 2,161      |       |
| SP 61 di Agnedo                                                             | 1,62       |       |
| SP 64 di Fai                                                                | 17,002     |       |
| SP 65 Panoramica della Valsugana                                            | 14,517     |       |
| SP 65 dir Panoramica della Valsugana diramazione Fontane                    | 1,951      |       |
| SP 66 di Montagnaga                                                         | 11,1       |       |
| SP 67 del Lovernatico                                                       | 11,967     |       |
| SP 68 di Bresimo                                                            | 4,4        |       |
| SP 69 di Storo e Bondone                                                    | 10,66      |       |
| SP 70 di Castel Condino                                                     | 4,467      |       |
| SP 71 Fersina - Avisio                                                      | 40,0       |       |
| SP 72 della Val Camino                                                      | 1,48       |       |
| SP 73 Destra Anaunia                                                        | 17,923     |       |
| SP 74 della Novella                                                         | 6,315      |       |
| SP 74 dir Casez della Novella diramazione Casez                             | 0,564      |       |
| SP 75 di Grigno                                                             | 11,252     |       |
| SP 75 dir di Grigno diramazione Grigno                                      | 6,55       |       |
| SP 75 dir sv Serafini di Grigno diramazione svincoli Serafini               | 0,74       |       |
| SP 75 sv di Grigno svincoli                                                 | 0,675      |       |
| SP 76 Gardolo - Lases                                                       | 14,453     |       |
| SP 76 dir S.Lazzaro Gardolo - Lases diramazione San Lazzaro                 | 1,35       |       |
| SP 76 dir Lases Gardolo - Lases diramazione Lases                           | 0,09       |       |
| SP 77 della Valcava                                                         | 4,835      |       |
| SP 78 del Tesino                                                            | 14,592     |       |
| SP 79 del Passo Brocon                                                      | 44,348     |       |
| SP 80 del Totoga                                                            | 3,75       |       |
| SP 81 del Passo Valles                                                      | 6,796      |       |
| SP 83 di Piné                                                               | 26,407     |       |
| SP 83 dir Faida di Pinè diramazione Faida                                   | 3,43       |       |
| SP 83 dir Bedollo di Pinè diramazione Bedollo                               | 2,452      |       |
| SP 83 sv Mochena di Pinè svincolo Mochena                                   | 0,475      |       |
| SP 84 di Cavedine                                                           | 20,444     |       |
| SP 84 dir di Cavedine diramazione Padergnone                                | 1,462      |       |
| SP 84 sv Dro di Cavedine svincolo Dro                                       | 1,396      |       |
| SP 84 sv Padergnone di Cavedine svincolo Padergnone                         | 0,155      |       |
| SP 85 del Monte Bondone                                                     | 39,861     |       |
| SP 85 dir Sopramonte del Monte Bondone diramazione Sopramonte               | 7,357      |       |
| SP 85 dir VigBaselga del Monte Bondone diramazione Vigolo Baselga           | 2,985      |       |
| SP 86 di Rabbi                                                              | 11,95      |       |
| SP 86 dir Piazzola di Rabbi diramazione Piazzola                            | 3,257      |       |
| SP 87 di Pejo                                                               | 11,59      |       |
| SP 87 dir Celentino di Pejo diramazione Celentino                           | 2,58       |       |
| SP 87 dir Comasine di Pejo diramazione Comasine                             | 1,11       |       |
| SP 88 della Val di Gresta                                                   | 21,185     |       |
| SP 89 Sinistra Leno                                                         | 19,222     |       |
| SP 89 dir Miravalle Sinistra Leno diramazione Miravalle                     | 0,9        |       |
| SP 89 dir Anghebeni Sinistra Leno diramazione Anghebeni                     | 3,486      |       |
| SP 89 var Sette Fontane Strada delle Sette Fontane                          | 6,0        |       |
| SP 90 1° tronco Destra Adige - 1° tronco                                    | 20,863     |       |
| SP 90 2° tronco Destra Adige - 2° tronco                                    | 25,423     |       |
| SP 90 3° tronco Destra Adige - 3° tronco                                    | 7,51       |       |
| SP 90 4° tronco Destra Adige - 4° tronco                                    | 8,15       |       |
| SP 90 5° tronco Destra Adige - 5° tronco                                    | 1,29       |       |
| SP 90 1° tronco dir Borghetto Destra Adige 1° tronco diramazione Borghetto  | 1,521      |       |
| SP 90 1° tronco dir Ala Destra Adige 1° tronco diramazione Ala              | 0,63       |       |
| SP 90 dir Rovereto Destra Adige 2° tronco diramazione Rovereto              | 1,265      |       |
| SP 90 dir SS 12 Destra Adige 2° tronco diramazione Sant'Ilario              | 0,508      |       |
| SP 90 2° tronco dir Destra Adige 2° tronco diramazione per aeroporto        | 1,769      |       |
| SP 90 3° tronco dir Destra Adige 3° tronco diramazione Ponte Nave S. Felice | 0,354      |       |
| SP 90 4° tronco dir Destra Adige 4° tronco diramazione Grumo                | 0,829      |       |
| SP 91 Fraviano - Cortina                                                    | 1,55       |       |
| SP 92 Ponte Chizzola - Serravalle                                           | 0,406      |       |
| SP 94 di Stavel                                                             | 6,454      |       |
| SP 96 del Lago Santo                                                        | 5,08       |       |
| SP 98 di Anterivo                                                           | 4,64       |       |

## SP101 bis SP200
| Straßenname                                                     | Länge (km) | Karte |
| --------------------------------------------------------------- | ---------- | ----- |
| SP 101 Trasversale della Val di Cembra                          | 4,439      |       |
| SP 101 sv Faver SP 101 svincolo di Faver                        | 0,265      |       |
| SP 102 delle Piramidi                                           | 2,929      |       |
| SP 104 delle Quadrate                                           | 2,74       |       |
| SP 106 di San Michele all'Adige                                 | 2,149      |       |
| SP 106 dir SP 106 diramazione SS 12                             | 0,08       |       |
| SP 107 del Lago di Canzolino                                    | 2,655      |       |
| SP 107 dir del Lago di Canzolino diramazione Canzolino          | 0,9        |       |
| SP 108 della Valle di Centa                                     | 6,81       |       |
| SP 109 di Borgo                                                 | 7,552      |       |
| SP 109 sv di Borgo svincoli                                     | 1,062      |       |
| SP 110 di Telve                                                 | 2,143      |       |
| SP 111 di Carzano                                               | 1,166      |       |
| SP 114 Pieve - Cinte Tesino                                     | 1,09       |       |
| SP 115 di Sagron Mis                                            | 3,062      |       |
| SP 118 di San Giorgio                                           | 3,26       |       |
| SP 119 di Concei                                                | 2,947      |       |
| SP 119 dir di Concei diramazione Bezzecca                       | 0,942      |       |
| SP 120 di San Isidoro                                           | 0,6        |       |
| SP 122 di Prezzo                                                | 2,08       |       |
| SP 122 dir Boniprati di Prezzo diramazione Boniprati            | 4,55       |       |
| SP 123 di Brione                                                | 5,738      |       |
| SP 123 trav di Brione traversa di Condino                       | 4,181      |       |
| SP 124 di Ton                                                   | 4,912      |       |
| SP 124 dir di Ton diramazione Castel Thun                       | 1,324      |       |
| SP 125 di Terzolas                                              | 2,726      |       |
| SP 125 dir di Terzolas diramazione Samoclevo                    | 0,156      |       |
| SP 126 della Taoletta                                           | 4,279      |       |
| SP 126 dir della Taoletta diramazione Cavalese                  | 1,728      |       |
| SP 127 di Tremalzo                                              | 13,016     |       |
| SP 131 1° tronco del Vino 1° tronco                             | 7,447      |       |
| SP 131 2° tronco del Vino 2° tronco                             | 4,498      |       |
| SP 131 5° tronco del Vino 5° tronco                             | 1,238      |       |
| SP 131 1° tronco dir Verla del Vino 1° tronco diramazione Verla | 5,75       |       |
| SP 132 z.a. Caldonazzo                                          | 0,565      |       |
| SP 133 di Monterovere (Kaiserjägerstraße)                       | 11,237     |       |
| SP 133 dir di Monterovere diramazione Levico                    | 4,089      |       |
| SP 133 dir sv SS 47 di Monterovere diramazione svincoli SS 47   | 0,898      |       |
| SP 134 Destra Centa                                             | 2,586      |       |
| SP 135 Sinistra Fersina                                         | 12,68      |       |
| SP 138 della Borcola                                            | 9,95       |       |
| SP 139 del Castellaz                                            | 2,614      |       |
| SP 140 Ortisè - Menas                                           | 6,375      |       |
| SP 141 di Bolentina                                             | 5,207      |       |
| SP 141 dir Montes di Bolentina diramazione Montes               | 0,838      |       |
| SP 142 dei Fiorentini                                           | 9,695      |       |
| SP 143 dei Francolini                                           | 9,558      |       |
| SP 143 dir dei Francolini diramazione Fondo Grande              | 0,455      |       |

## SP201 bis SP300
| Straßenname                                                    | Länge (km) | Karte |
| -------------------------------------------------------------- | ---------- | ----- |
| SP 201 di Malè                                                 | 3,54       |       |
| SP 202 di Ossana                                               | 1,592      |       |
| SP 203 del Rinassico                                           | 3,744      |       |
| SP 203 dir del Rinassico diramazione Vigo                      | 0,672      |       |
| SP 204 Villazzano - Ponte Lodovico - SS 47                     | 5,72       |       |
| SP 206 di Marilleva                                            | 9,074      |       |
| SP 208 Avio - San Valentino                                    | 16,215     |       |
| SP 211 dei Monti Lessini                                       | 13,539     |       |
| SP 212 della Roa                                               | 8,789      |       |
| SP 213 del Lomaso                                              | 6,609      |       |
| SP 213 dir Comano del Lomaso diramazione Comano                | 1,4        |       |
| SP 213 dir Lundo del Lomaso diramazione Lundo                  | 1,495      |       |
| SP 214 del Lago di Cavedine                                    | 9,513      |       |
| SP 214 dir del Lago di Cavedine diramazione Pietramurata       | 1,495      |       |
| SP 215 di Pampeago                                             | 9,97       |       |
| SP 215 dir di Pampeago diramazione Lavazè                      | 3,208      |       |
| SP 216 Cappella - Dazio                                        | 4,598      |       |
| SP 216 sv Cappella Cappella - Dazio svincolo Cappella - SS 349 | 0,148      |       |
| SP 216 sv Dazio Cappella - Dazio svincolo Dazio - SS 349       | 0,059      |       |
| SP 218 della Polsa                                             | 11,227     |       |
| SP 219 di Camposilvano                                         | 11,455     |       |
| SP 220 Mezzomonte - Serrada                                    | 8,87       |       |
| SP 221 della Val Noana                                         | 5,622      |       |
| SP 222 del Duron                                               | 11,95      |       |
| SP 222 dir Tonello del Duron diramazione Tonello               | 0,875      |       |
| SP 222 dir Spine del Duron diramazione Spine                   | 0,263      |       |
| SP 224 del Redebus                                             | 6,3        |       |
| SP 225 di Santa Colomba                                        | 7,2        |       |
| SP 228 di Levico - Novaledo                                    | 17,552     |       |
| SP 228 sv Marter di Levico - Novaledo svincoli Marter          | 1,015      |       |
| SP 228 sv zona ind.le Novaledo sv zona ind.le Novaledo         | 0,92       |       |
| SP 228 sv SS 47 di Levico - Novaledo svincolo SS 47            | 0,35       |       |
| SP 228 sv2 SS 47 di Levico - Novaledo svincolo 2 SS 47         | 0,38       |       |
| SP 229 Mendola - Campi da Golf                                 | 1,639      |       |
| SP 230 dei Dossioli                                            | 6,451      |       |
| SP 231 del Lusia                                               | 1,62       |       |
| SP 232 di Fiemme                                               | 14,736     |       |
| SP 232 dir Molina di Fiemme diramazione Molina                 | 2,159      |       |
| SP 232 dir Castello di Fiemme diramazione Castello             | 0,207      |       |
| SP 232 dir Cermis di Fiemme diramazione Cermis                 | 1,505      |       |
| SP 232 dir Ziano di Fiemme diramazione Ziano Panchià           | 0,305      |       |
| SP 233 di Roveda                                               | 5,891      |       |
| SP 234 di Pregasina                                            | 1,707      |       |
| SP 235 dell'Interporto                                         | 17,08      |       |
| SP 235 sv autostrada dell'Interporto svincolo autostrada       | 0,86       |       |
| SP 235 sv circonvallazione dell'Interporto sv circonvallazione | 0,79       |       |
| SP 236 Spiazzo - Bocenago                                      | 4,486      |       |
| SP 237 della zona industriale di Scurelle                      | 1,08       |       |
| SP 238 di Monzon                                               | 2,05       |       |
| SP 239 del Lago di Calaita                                     | 8,7        |       |
| SP 239 dir del Lago di Calaita diramazione Prade               | 5,255      |       |
| SP 240 del Cermis                                              | 4,15       |       |
| SP 241 di Riccomassimo                                         | 4,6        |       |
| SP 242 di Val di Bondone                                       | 1,417      |       |
| SP 243 del Cirè                                                | 2,268      |       |
| SP 243 dir Cirè ex SS 47 diramazione Cirè                      | 0,51       |       |
| SP 243 dir zona ind ex SS 47 diramazione zona industriale      | 0,16       |       |
| SP 243 dir Doss Roda ex SS 47 diramazione Doss della Roda      | 0,5        |       |
| SP 244 della zona industriale di Borgo Valsugana               | 1,258      |       |
| SP 245 di Santa Massenza                                       | 1,08       |       |
| SP 246 del Celado                                              | 9,5        |       |
| SP 248 di Salter                                               | 4,187      |       |
| SP 249 Ponte Arche - Stenico                                   | 2,75       |       |
| SP 250 di Valfloriana                                          | 6,4        |       |
| SP 251 di Ponte Oliveti                                        | 3,326      |       |
| SP 252 di Montesover                                           | 2,1        |       |
| SP 252 dir di Montesover diramazione Piani                     | 0,236      |       |
| SP 253 di Transacqua                                           | 0,44       |       |
| SP 254 della Rupe                                              | 0,654      |       |
| SP 255 di Lavis                                                | 1,519      |       |
| SP 256 Trento sud - Ravina                                     | 1,024      |       |
| SP 257 di Grigno Centro                                        | 0,568      |       |